# Guerra de editores
Como guerra de editores o guerra santa de editores se designa la rivalidad entre los usuarios de los editores de textos de licencia libre vi y Emacs. Esta rivalidad se ha convertido en una parte permanente de la cultura hacker y la comunidad del software libre.
Muchas discusiones en Internet, se han librado entre los grupos que defienden las bondades uno editor o el otro. A diferencia de las "batallas" relacionadas con sistemas operativos, lenguajes de programación, e incluso el estilo sangrado del código fuente, la elección de editor de texto, por lo general, no afecta a nadie más que al usuario mismo.
El programador estadounidense Richard Stallman, también creador del Emacs, hizo una referencia a esta disputa como el personaje San Ignucio en un monólogo humorístico.